# 1Lib1Ref

شعار مكتبة ويكيبيديا

حملة أمين مكتبة واحد - مرجع واحد (بالإنجليزية: One Librarian, One Reference)‏، ووسمها 1Lib1Ref#، هي حملة عالميّة تسعى إلى إثراء موسوعة ويكيبيديا بالمراجع من خلال دعوة أمينات وأمناء المكتبات حول العالم للمساهمة في توسيع مكتبة ويكيبيديا. بادرت ويكيبيديا بالحملة في 15 يناير، 2016 من ضمن احتفالاتها بذكرى تأسيسها.
تعتمد رؤية الحملة على تراكم المراجع التي يضيفها أمناء المكتبات حول العالم في جميع اللغات، وتعزيز المقولات في الموسوعة بالمصادر الموثوقة. وقد قدّر مؤسّسو الحملة أن لو خصص كل أمين مكتبة 15 دقيقة لإضافة مرجع واحد على الأقل، سيؤدي هذا حتمًا إلى التقليص من العبارات المصنفة تحت وسم «بحاجة لمصدر» في جميع اللغات.

## نتائج
حصدت الحملة خلال أسبوع نشاطها من 15 حتى 23 يناير من عام 2016 إضافة 1,232 مرجعًا من قبل 327 مستخدم في 9 لغات، وختموا تعديلاتهم بإضافة الوسم 1Lib1Ref# في ملخص التعديل.
أما خلال عام 2017 وعام 2018 فقد تم زيادة مدة الحملة لتصبح فعالية استمرت على مدى ثلاثة أسابيع.